# Lisa Angelle
Lisa Angelle (New Orleans, 27 dicembre 1965) è una cantante e compositrice statunitense, conosciuta per aver scritto la canzone I Saw the Light, grande successo country del 1991, di Wynonna Judd. Ha in seguito registrato Twisted, per DreamWorks Records, e un album eponimo, composto nel 2000. Sue canzoni sono state utilizzate anche da Trisha Yearwood, Kathy Mattea and Tanya Tucker.

## Discografia
Dall'unico album composto dall'artista, intitolato semplicemente Lisa Angelle, sono stati lanciati tre singoli di discreto successo. Gli altri singoli non appartengono a nessun album, sono bensì stati pubblicati solo come CD singoli.

### Singoli
- Love, It's the Pits
- Bring Back Love
- I Wear Your Love
- Kiss This
- A Woman Gets Lonely
- I Will Love You